# Result
「Result」（リザルト）は、2006年5月3日に発売された玉置成実の11枚目のシングル。レーベルはソニー・ミュージックレコーズ。

## 概要
6枚目のシングル「Reason」とクレジットの共通点があり、どちらも#1の作詞がshungo.、#2の編曲が中野雄太、#3の作詞がmavieである。

## 収録曲
1. Result
作詞：shungo.
作曲：藤末樹
編曲：齋藤真也
  - 『機動戦士ガンダムSEED DESTINY スペシャルエディション〜砕かれた世界〜』エンディングテーマ。自身4度目の『ガンダムSEED』シリーズのタイアップである。
2. Making The Pride
作詞・作曲：藤末樹
編曲：中野雄太
3. Stay Gold
作詞：mavie
作曲：大谷靖夫
編曲：齋藤真也
4. Result (instrumental)